# 笹尾ヒロト
笹尾 ヒロト（ささお ヒロト、2001年12月12日 ‐ ）は、日本の舞台俳優・ダンサー。オムニア所属。早稲田大学文化構想学部卒業。

## 人物
3歳からヒップホップ、7歳からジャズダンスを始める

## 出演

### 舞台
- ミュージカル「ジェイミー」（2021年8月8日 - 29日）‐ スウィング[1]

- 舞台「パタリロ！」～ファントム～（2022年9月1日 - 19日）‐ 魔夜メンズ[2]
- ミュージカル『テニスの王子様』4thシーズン 青学 vs 六角（2023年7月15日 - 9月3日）‐ テニミュボーイズ[3]
- ミュージカル「東京リベンジャーズ」(2023年11月24日 ‐ 12月3日) - アンサンブル 山本タクヤ 役[4]
- Butlers' 歌劇「悪魔執事と黒い猫」〜薔薇薫る舞踏会編〜（2024年6月7日 - 16日）[5]
- 劇団『ドラマティカ』ACT4 / 魔女とお菓子の家（2024年8月23日 - 9月8日）[6]
- ミュージカル「モデラート」(2025年2月5日 - 9日) - 佐々木右京 役
- ミュージカル「東京リベンジャーズ」#2 Bloody Halloween (2025年3月28日 - 4月13日) - アンサンブル 山本タクヤ 役 [7]
- ミュージカル「東京リベンジャーズ」ライブ「リベミュ祭」（2025年10月31日 - 11月9日〈予定〉）- アンサンブル 山本タクヤ 役 [8]

### 演出・振付
- ダンスパフォーマンス『World Citizen』（2022年6月26-27日）

### テレビ
- テレビドラマ「トップナイフ-天才脳外科医の条件-」（2020年）‐ エンディングダンサー
- テレビドラマ「うちの会社の小さい先輩の話」第9話 (2025年3月12日) - 片瀬章 役[9]

### CM
- ポカリスエットCM「雨のち晴れ編」（2019年）